# Huayllay Grande (distrito)
Huayllay Grande é um distrito do Peru, departamento de Huancavelica, localizada na província de Angaraes.

## Transporte
O distrito de Huayllay Grande é servido pela seguinte rodovia:
- HV-108, que liga a cidade de Secclla ao distrito de Lircay [1][2][3]